# 福井市豊小学校
福井市豊小学校（ふくいし みのりしょうがっこう）は、福井県福井市月見3丁目にある公立小学校。

## 沿革
- 1872年（明治5年） - 学制発布により、観水小学校（旧・翠学校）、有斐小学校（旧・木田学校）、玉江小学校（旧・花堂学校）が設置される。
- 1886年（明治19年）9月 - 三校合併し尋常科豊小学校が誕生。有斐校が本校となり（現在の西木田2丁目、木田神社の南隣）、観水校と玉江校が分校となる。
- 1889年（明治22年） - 福井市の市制施行により福井市尋常科豊小学校となる。
- 1891年（明治24年） - 学制改革により福井市豊尋常小学校と改称。
- 1941年（昭和16年）4月1日 - 福井市豊国民学校に改称。
- 1942年（昭和17年）10月19日 - 現在地に新築移転、落成式。
- 1947年（昭和22年）4月1日 - 福井市豊小学校に改称。
- 2007年（平成19年）4月1日 - 2学期制を開始。

## アクセス
電車
- 福井鉄道福武線 赤十字前駅から南西へ1km。

バス
- 京福バス：「月見3丁目」下車。

## 服装
制服がないので、私服登校が可能である。ただし、体操服は夏服・冬服とも指定のものが存在する。また、カラー帽子も学年ごとに指定されている。